# Taurotunnel
De Taurotunnel (Spaans: Túnel de Tauro) is een tunnel voor het wegverkeer op de Spaanse autosnelweg GC-1 in de gemeente Mogán, in het zuiden van Gran Canaria. De Taurotunnel bestaat uit twee tunnelkokers, de noordelijke tunnelkoker is 1050 m lang, de zuidelijke tunnelkoker is 1047 m lang. De tunnel ligt ten oosten van de Tauritotunnel en ten westen van de Candelariatunnel. De maximumsnelheid in de tunnel bedraagt 80 km/h.
Adolfo Cañastunnel · Balitotunnel · Candelariatunnel · El Galeóntunnel · El Lechugaltunnel · El Salvajetunnel · Ingeniero Julio Luengotunnel · La Vergatunnel · Los Frailestunnel · Mogántunnel · Montañetotunnel · Motor Grandetunnel · Pico Vientotunnel · Piedra Santatunnel · Pino Secotunnel · Puerto Ricotunnel · Sabinaltunnel · Salto del Negrotunnel · Santo Domingotunnel · Tauritotunnel · Taurotunnel · Tiritañatunnel